# Vicia pallida
Vicia pallida är en ärtväxtart som beskrevs av William Jackson Hooker och George Arnott Walker Arnott. Vicia pallida ingår i släktet vickrar, och familjen ärtväxter. Inga underarter finns listade i Catalogue of Life.